# Francesco Faggi
Francesco Faggi, italijanski veslač, * 8. marec 1926, Perledo, † 12. junij 2016.
Faggi je za Italijo nastopil na Poletnih olimpijskih igrah 1948 in 1952.
Na igrah leta 1948 je bil član italijanskega četverca brez krmarja, ki je osvojil zlato medaljo, na igrah 1952 pa je bil italijanski četverec brez krmarja izločen v repasažu polfinala. 